# Староарзаматовська сільська рада
Староарзама́товська сільська рада (рос. Староарзаматовский сельский совет) — муніципальне утворення у складі Мішкинського району Башкортостану, Росія. Адміністративний центр — присілок Малонакаряково.
Станом на 2002 рік центром сільради був присілок Староарзаматово.

## Населення
Населення — 1147 осіб (2019, 1329 в 2010, 1453 в 2002).

## Склад
До складу поселення входять такі населені пункти:
| Населений пункт           | Населення, осіб (2002) | Населення, осіб (2010) |
| ------------------------- | ---------------------- | ---------------------- |
| Крещенське, присілок      | 33                     | 29                     |
| Малонакаряково, присілок  | 519                    | 454                    |
| Озерки, присілок          | 247                    | 226                    |
| Староарзаматово, присілок | 559                    | 570                    |
| Старонакаряково, село     | 95                     | 50                     |